# Carlo Mezzacapo
Carlo Mezzacapo (Capua, 9 novembre 1817 – Roma, 26 luglio 1905) è stato un generale e patriota italiano.

## Biografia
Iniziò la carriera militare come ufficiale di artiglieria, nell'esercito delle Due Sicilie. Frequentò il Real Collegio Militare della Nunziatella avendo come compagni di corso il fratello Luigi ed Enrico Cosenz.
Nel 1848 fece parte del corpo di spedizione di 15.000 uomini che il governo costituzionale di Carlo Troya inviò in Lombardia, al comando di Guglielmo Pepe, in aiuto del Regno di Sardegna nella guerra contro l'Impero austriaco, nel corso della Prima guerra di indipendenza italiana.
Carlo Mezzacapo svolse il suo incarico presso il quartier generale piemontese per coordinare le truppe napoletane con quelle sarde. Dopo il richiamo dell'esercito delle Due Sicilie da parte di Ferdinando II, Carlo rifiutò di obbedire e si recò con numerosi altri militari dell'esercito borbonico (Guglielmo Pepe, Luigi Mezzacapo, Enrico Cosenz, Cesare Rosaroll, Alessandro Poerio, Girolamo Calà Ulloa, ecc.) a Venezia assediata, dove si distinse nella difesa della città lagunare, dirigendo dapprima il forte di Marghera e successivamente quello di San Secondo; alla fine della campagna raggiunse il grado di tenente colonnello.
Caduta Venezia (18 agosto 1849), Carlo e Luigi Mezzacapo non tornarono in patria, dove nel frattempo Ferdinando II aveva impresso una svolta reazionaria al paese; i due fratelli rimasero nel regno sabaudo, risiedendo a Genova e a Torino, dando vita alla "Biblioteca militare per uso della gioventù italiana" e alla "Rivista militare"  (1856).
Durante la seconda guerra di indipendenza (1859) ebbe la carica di Capo di Stato Maggiore della "Divisione Mezzacapo" in Toscana. Fu poi, a Bologna, ministro della guerra del governo provvisorio delle Romagne. Ebbe poi la nomina a maggior generale e fu comandante della sottodivisione di Rimini. Nel 1860, partecipò alla spedizione nel Regno delle Due Sicilie nell'esercito regolare piemontese.
Dopo l'unità d'Italia comandò le Divisioni di Forlì e di Chieti e successivamente ebbe il comando del 5º e del 10º corpo d'armata.
Per il Governo provvisorio delle Romagne, il generale divenne ministro della Guerra.
Senatore del regno dal 15 maggio 1876, fu presidente del Tribunale supremo di guerra e marina (2 dicembre 1886) e della Commissione per la revisione dei codici penali (1º dicembre 1889). 
Vicepresidente del Senato dal 14 febbraio 1902 al 18 ottobre 1904.

## Onorificenze

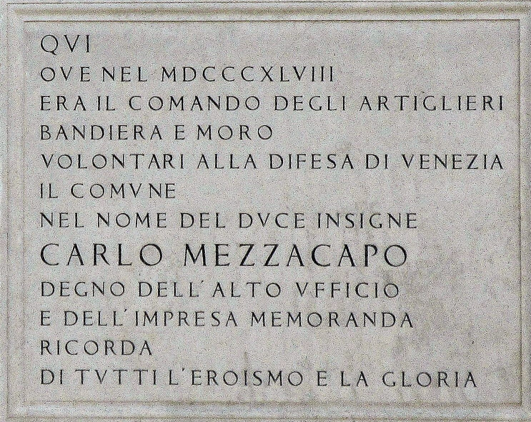
Lapide ricordo a Venezia in Canal Grande su Palazzo Mocenigo

## Scritti
- Antonio Sandri e Carlo Mazzacapo, La Spezia: studi marittimo militari. Torino: Tip. di G. Cassone, 1857
- Carlo Mazzacapo, Discorso del Senatore Carlo Mezzacapo pronunziato in Senato nella tornata del 28 febbraio 1884: Provvedimenti a favore dei danneggiati dal terremoto del 28 luglio 1883, nell'isola di Ischia. Roma: Forzani e C. Tipografi del Senato, 1884
- Carlo Mazzacapo, Giornale dell'artiglieria nella difesa di Marghera avanti all'assedio generale di Venezia. Torino: Tip. G. Cassone e C., 1859
- Carlo Mazzacapo, L'Eritrea e i suoi confini. Roma: Forzani e C. Tipografi del Senato, 1897
- Carlo Mazzacapo, La spedizione di Crimea Torino: Tip. G. Cassone e C., 1857
- Italia: Ministero della guerra, Stato di previsione della spesa del Ministero della guerra dal 1. luglio 1885 al 30 giugno 1886: discorso del senatore Carlo Mezzacapo pronunziato in Senato nella tornata del 25 giugno 1885. Roma: Forzani, 1885
- Luigi Mezzacapo e Carlo Mazzacapo, Studi topografici e strategici su l'Italia. Milano: Vallardi, 1859

### Traduzioni
- Karl von Decker, La piccola guerra secondo l'indole della strategia moderna. nuova versione italiana sulla francese di L. A. Unger per cura di Carlo Mezzacapo. Torino: Stab. tip. Fontana, 1853 (Milano: Vallardi, 1859)
- C. Jacquinot de Presle, Corso d'arte e d'istoria militare per uso degli uffiziali della scuola di cavalleria, versione in italiano con note ed aggiunte di Carlo e Luigi Mezzacapo, Genova: Tip. di A. Moretti